# Прудище (Логойський район)
Прудище (біл. вёска Прудзішча) — село в складі Логойського району Мінської області, Білорусь. Село підпорядковане Білоруцькій сільській раді, розташоване в північній частині області.